# Murphyella
Murphyella is een geslacht van haften (Ephemeroptera) uit de familie Coloburiscidae.

## Soorten
Het geslacht Murphyella omvat de volgende soorten:
- Murphyella needhami